# 南面掛嶼
南面掛嶼，《澎湖紀略》作藍苯嶼，是澎湖群島島嶼之一，位在鳥嶼北方，行政隸屬澎湖縣白沙鄉。因形似富士山，又名「小富士山」、「澎湖富士山」。

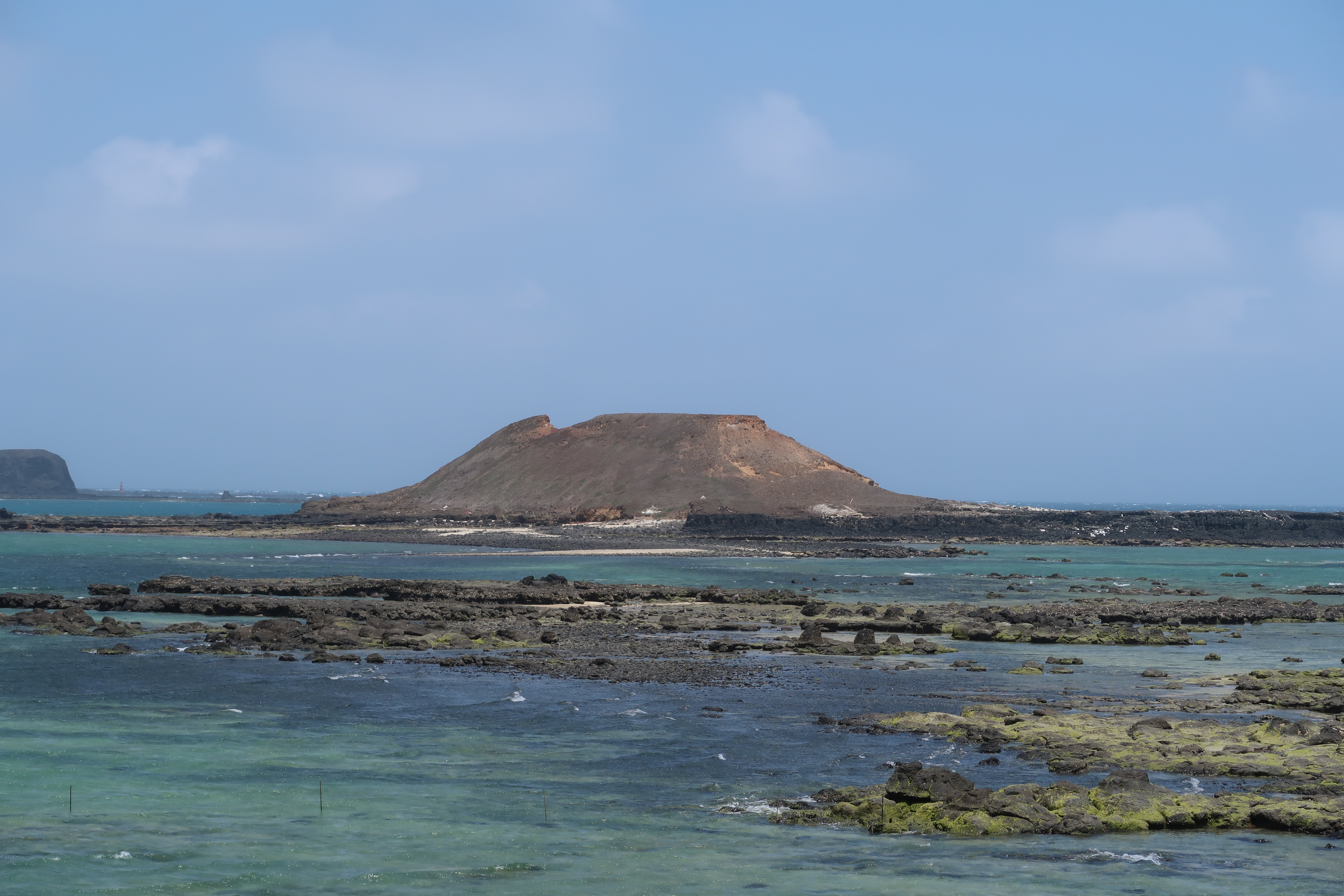
南面掛嶼

此島無居民定居，但為觀光景點之一。

## 註腳
1. ↑  .   [2014-07-17]. （原始内容存档于2014-07-27）.

23°40′05.87″N 119°39′53.25″E / 23.6682972°N 119.6647917°E